# Eustathios Alōneutīs
Eustathios Alōneutīs (in greco: Ευστάθιος Αλωνεύτης; Nicosia, 29 marzo 1983) è un ex calciatore cipriota, di ruolo centrocampista.

## Carriera

### Club
Inizia la sua carriera nell'Omonia, con cui esordisce nel 2001. Con il sodalizio della capitale cipriota vince uno scudetto nel 2001, una Coppa di Cipro nel 2003 e una Supercoppa di Cipro nel 2005.
Nel 2005 passa ai greci del Larissa per 200.000 euro. Nel 2007 vince la Coppa di Grecia dopo la vittoria per 2-1 in finale contro il Panathīnaïkos.
Il 31 maggio 2007 passa ai tedeschi dell'Energie Cottbus, diventando così il primo giocatore cipriota a giocare in Bundesliga.
Il 28 giugno 2008 torna in patria e firma un contratto quinquennale con l'Omonia, in cui ritrova il compagno di Nazionale Ioannis Okkas.
Nel 2012 passa all'APOEL.

### Nazionale
Dal 2005 al 2017 ha militato nella nazionale cipriota.

## Palmarès

### Club

#### Competizioni nazionali
- Campionato cipriota: 10

Omonia: 2000-2001, 2002-2003, 2009-2010
APOEL: 2012-2013, 2013-2014, 2014-2015, 2015-2016, 2016-2017, 2017-2018, 2018-2019
- Coppa di Cipro: 5

Omonia: 2005, 2011, 2012
APOEL: 2014, 2015
- Supercoppa di Cipro: 6

Omonia: 2001, 2003, 2005, 2010
APOEL: 2013, 2019